# Non-Divine
Non-Divine, is in 1999 opgericht in Arnhem, Nederland door Ivor van Beek (gitaar, zang) en Martin van Beek (gitaar, achtergrondzang). Non-Divine speelt een mix van metal en rock, met veel groove en melodie. Hun eerste album Asylum 45 kwam uit op 24 februari 2007 bij Rusty Cage Records.

## Bezetting
- Ivor van Beek - Gitaar, Zang (1999-heden)

### Voormalig leden
- Martin van Beek - Gitaar, Zang (1999-2020)
- Paul Groeneveld - Bas (2001-2020)
- Ruben Viets - Drums (1999-2007)
- Alco Emaus - Bas (1999-2001)
- Vincento Amatngali - Drums (2007-2011)
- Roel Bruggink - Drums (2012-2015)

## Discografie
- My Obsession (MCD - 2000)
- Asylum 45 (CD - 2007) Rusty Cage Records.